# High 'n' Dry
High 'n' Dry is het tweede studioalbum van de Engelse hardrockband Def Leppard.
Het album is uitgebracht op 6 juli 1981 en geproduceerd door Robert Lange. High 'n' Dry was het laatste album van de band waar Pete Willis aan meewerkte. Het album behaalde de 38e positie in de Billboard 200 en plek 26 in de Britse hitlijst. In de Verenigde Staten behaalde het album dubbelplatina, en in Canada platina.
In 1984 is het album opnieuw uitgebracht, ditmaal met twee bonustracks: "Bringin' On the Heartbreak (Remix)" en "Me & My Wine (Remix)". Het doel van deze remixen was om het album qua stijl meer te laten lijken op de succesvolle opvolger Pyromania. Na het succes van dat album in 1983, bereikte High 'n' Dry opnieuw de Amerikaanse hitlijst.
Van het album zijn drie singles verschenen: "Let it Go" en "Bringin' On the Heartbeat" in 1981, en de remix van "Bringin' On the Heartbeat" in 1983.

## Tracklijst
1. Let it Go
2. Another Hit and Run
3. High 'n' Dry (Saturday Night)
4. Bringin' On the Heartbreak
5. Switch 625
6. You Got Me Runnin'
7. Lady Strange
8. On Through the Night
9. Mirror, Mirror (Look into My Eyes)
10. No No No

## Bezetting

### Def Leppard
- Joe Elliott - zang
- Steve Clark - lead- en ritmegitaren
- Pete Willis - ritme- en leadgitaren
- Rick Savage - basgitaar, achtergrondzang
- Rick Allen - drums